# La Octava Dimensión
La Octava Dimensión ist eine kolumbianische Salsaband.

## Werdegang
La Octava Dimensión wurde 1974 vom Sänger Santiago Mejia und Bassisten Reynaldo „Aldo“ Vargas in Cali gegründet und spielte damals Coverhits der großen Salsagruppen aus Puerto Rico und New York City. Reynaldo „Aldo“ Vargas war damals der musikalische Leiter der Gruppe von acht Musikern, die sich aus diesem Grunde auch La Octava Dimensión nannten. Heute besteht die Gruppe aus 13 Musikern. Mitte der 1980er Jahre etablierte sich La Octava Dimensión fest in der internationalen Salsaszene. La Octava Dimensión gehören zusammen mit Orquesta Canela, Grupo Galé, Grupo Niche, Fruko y sus Tesos, Joe Arroyo, La Cali Charanga, La Gran Banda Caleña, La Misma Gente, Orquesta Guayacán, Orquesta D’Cache, Orquesta Matecaña, La Sonora Carruseles, Los Titanes, Los del Caney, Los Nemos del Pacífico, Los Niches, Nelson y sus Estrellas, Piper Pimienta, Quinto Mayor, Son de Cali und The Latin Brothers zu den bekannten Vertretern des kolumbianischen Salsastils.
Zu ihren bekannten Hits gehören:
- „Nunca Cambies“, „Mentiras“, „Mañana No Pensare En Ti“, „Candelario“, „Es Mi Cali“, „Ilusiones“, „Prefieres Marcharte“, „Trajiste A Mi“, „Loco de Atar“, „Compartir Mi Vida“, „Se Que No Debo Quererla“, „Eres Toda una Mujer“, „O Me Quieres O Me Dejas“, „Abusadora“, „Te Amo“, „Punto Final“ und „Alma de Piedra“.

## Diskografie
- He Aqui la Salsa
- Salsa Para
- Toque de Clase
- A Manos Llenas (1998)
- 30 Aniversário (2004)